# Скелетон
Скелетон је зимски спорт у којем је циљ прећи задану залеђену стазу на прописаним санкама у што краћем времену. При вожњи скелетона такмичар је у положају главом према напред, потрбушке на санкама. Овај спорт се од санкања разликује управо по положају тела, јер код санкања је положај ногама према напред, седећи или лежећи на леђима.
Данас се практикују само две дисциплине тог спорта: мушки појединачно и жене појединачно. Правила су једноставна: такмичар на краткој залетној стази убрза санке гурајући их трчећи, легне на њих, те затим само покретима тела управља смером вожње.
Као један од најстаријих спортова тог типа скелетон је био два пута у програму Зимских олимпијских игара Сент Мориц 1928 и 1948, да би касније био истиснут од стране популарнијих боба и санкања. На ЗОИ се скелетон вратио на Солт Лејк Ситију 2002. и од тада је стандардно у програму.